# Pornografia (filme)
Pornografia é um filme de drama polonês de 2003 dirigido e escrito por Jan Jakub Kolski, baseado no curta homônimo brasileiro. Foi selecionado como representante da Polônia à edição do Oscar 2004, organizada pela Academia de Artes e Ciências Cinematográficas.

## Elenco
- Krzysztof Majchrzak ("Fryderyk")
- Adam Ferency ("Witold")
- Krzysztof Globisz ("Hipolit")
- Grazyna Blecka-Kolska ("Maria")
- Grzegorz Damiecki ("Waclaw Paszkowski")
- Jan Frycz ("Siemian")
- Irena Laskowska ("Amelia")
- Sandra Samos ("Henia")
- Anna Baniowska ("Weronika")
- Kazimierz Mazur ("Karol")
- Jan Urbanski ("Skuziak")
- Magdalena Różczka